# Ligne 2 du métro de Séville
La ligne 2 (en espagnol : Línea 2 del metro de Sevilla) est un projet de ligne du réseau du métro de Séville, circulant d'est en ouest.
Sur un tracé de 11,5 km et 17 stations exclusivement en souterrain, la ligne 2 desservira plusieurs quartiers de Séville. Elle sera en correspondance avec la ligne 3 et la ligne 4, le tramway, les lignes de bus, les trains de banlieue, les trains régionaux et les trains à grande vitesse.
Le tracé de la ligne est présenté en décembre 2011, puis le projet est mis en pause. Il est relancé en 2024, avec l'étude de nouvelles alternatives au tracé d'origine.

## Historique

### Chronologie
- janvier 1986 : abandon du premier projet de ligne 2
- août 2000 : présentation de l'avant-projet sommaire
- juin 2010 : enquête publique
- décembre 2011 : publication de l'étude de projet
- novembre 2024 : relance de l'étude préalable

### Genèse et premier projet
L'avant-projet sommaire de la ligne 2 est présenté en août 2000, plus de quinze ans après l'abandon du projet initial de réseau métropolitain à trois lignes.
La rédaction de l'étude de projet commence en octobre 2007, et celui-ci est soumis à concertation publique en juin 2010. En mars 2011, le gouvernement andalou présente une version amendée de l'étude de projet, prévoyant un enfouissement complet de la ligne, une meilleure desserte du centre historique et de Torreblanca. L'étude de projet est publiée neuf mois plus tard, sans qu'une date de début de chantier ne soit donnée.

### Relance
Ayant annoncé en mai 2019 que l'étude de projet de décembre 2011 n'était complète que sur la section entre Santa Justa et Torreblanca, le gouvernement andalou entreprend une mise à jour de l'étude de viabilité de la ligne, qui prévoit 31,15 millions de voyageurs par an pour un coût de 1,210 milliard €.
La mairie de Séville adopte en mai 2021 un plan de déplacements durables prévoyant la création de deux lignes de bus à haut niveau de service servant une partie du trajet de la future ligne 2,. La Ville reçoit sept mois plus tard un financement du fonds du plan de relance européen pour la mise en place de ces deux lignes, qui doit être achevée en décembre 2023.
Le gouvernement régional révèle en février 2022 son intention de lancer l'année suivante un appel d'offres pour la réalisation des études et du plan d'exécution de la ligne. Le même mois, le conseil municipal de la ville de Camas, voisine de Séville sur la rive ouest du Guadalquivir, réclame que la ligne desserve la commune, comme envisagé par l'étude de projet. En novembre, les maires de six communes d'El Aljarafe Nord, réunis à Camas, demandent que le tracé de la ligne 2 desserve effectivement cette commune, ainsi que Castilleja de la Cuesta et Gines. Le maire de Séville indique, un mois plus tard, qu'il est favorable à un tel allongement de la ligne 2.
Lors de la présentation du projet de loi de finances pour 2024, le 31 octobre 2023, le gouvernement andalou indique avoir programmé une dépense de 1,29 million € jusqu'en 2027 pour financer la mise à jour de l'étude de projet. À cette occasion, il est dévoilé que la réalisation de la ligne se fera en deux temps, en priorisant la section entre Santa Justa et Torreblanca. Le président de l'Andalousie Juan Manuel Moreno annonce au début du mois d'avril 2024 le lancement de l'appel d'offres pour l'actualisation de la documentation technique. Les autorités régionales disent par ailleurs vouloir étudier plusieurs modifications au tracé initialement projeté, comme le prolongement à l'ouest vers El Aljarafe et une connexion à l'est avec l'aéroport au lieu de la connexion avec les quartiers de Sevilla Este, qui sera couverte par le bus à haut niveau de service à compter de 2025. Le département de l'Équipement fait savoir à la fin du mois de mai 2024 que cinq entreprises et cinq groupements momentanés d'entreprises ont répondu à l'appel d'offres. Le marché est attribué le 28 novembre à un groupement momentané d'entreprises formé des bureaux d'études Navier Ingeniería et Meta Engineering. Leurs travaux, qui auront le statut d'études préalables, devront être rendus en juillet 2026, ce qui permettra de lancer l'appel d'offres de rédaction de l'étude de projet et des plans d'exécution, qui devront être achevés en 2028.

## Caractéristiques

### Ligne
La ligne comptera 17 stations et parcourra 11,5 km, entièrement en souterrain. Elle suivra un trajet est-ouest à travers Séville, desservant notamment la gare de Séville-Santa Justa et se connectant avec la ligne 3 et la ligne 4. Un tronçon technique permettant l'accès au garage-atelier bifurquera du tracé commercial au niveau de la station Aeronáutica ,.

### Stations et correspondances
|  |   |  | Station              | Communes | Correspondances |
|  | - |  | -------------------- | -------- | --- |
|  | X |  | Torre Triana         | Séville  | Ligne 4 du métro de Séville                                                                                        |
|  | x |  | Plaza de Armas       | Séville  | |
|  | x |  | Plaza del Duque      | Séville  | |
|  | x |  | Cristo de Burgos     | Séville  | |
|  | x |  | María Auxiliadora    | Séville  | Ligne 3 du métro de Séville                                                                                        |
|  | x |  | Santa Justa          | Séville  | Ligne T1 du tramway de Séville · Cercanías Sevilla · Media Distancia Renfe · Avant Renfe · Alvia Renfe · AVE Renfe |
|  | x |  | Kansas City          | Séville  | |
|  | x |  | San Pablo            | Séville  | |
|  | x |  | Carretera Amarilla   | Séville  | Ligne 4 du métro de Séville                                                                                        |
|  | x |  | Montesierra          | Séville  | |
|  | x |  | Luis Uruñuela        | Séville  | |
|  | x |  | Puerta Este          | Séville  | |
|  | x |  | Palacio de Congresos | Séville  | Cercanías Sevilla                                                                                                  |
|  | x |  | Ciencias             | Séville  | |
|  | x |  | Adelfa               | Séville  | |
|  | x |  | Aeronáutica          | Séville  | |
|  | X |  | Torreblanca          | Séville  | |

## Projets
L'étude de projet de décembre 2011 envisage une bifurcation au niveau de Puerta Este — qui deviendrait une station de correspondance — afin de desservir le quartier de Parque Alcosa, ainsi que la prolongation de la ligne à l'ouest, depuis la tour Triana jusqu'à la ville de Camas, par-delà le Guadalquivir.